# 2003年アジア冬季競技大会
2003年アジア冬季競技大会（にせんさんねんアジアとうききょうぎたいかい）は、2003年（平成15年）1月30日から2月8日まで日本の青森県で開催された第5回アジア冬季競技大会。アジア29カ国、地域から1,016名の選手、役員が参加した。13年ぶりに北朝鮮が出場した。青森県で初の総合的国際スポーツ競技大会の開催となった。大会マスコットには、ウィン太君が決まった。

## 経過
1997年6月19日、日本オリンピック委員会の八木祐四郎専務理事が青森県を訪れて、開催の受け入れを要請した。12月のアジアオリンピック評議会で、青森県での開催が決定した。アジアオリンピック評議会に対して青森県は開催地負担金として20万ドルを支出した（2003年に全額返還された。）。
1998年（平成10年）度に青森県体育協会理事長、青森スポーツクラブ社長を兼ねる人物が、大会組織委員会事務総長に就任した。同人物は2000年4月に事務総長を退任した。
1999年6月の青森県議会第218回定例会で、八戸市選出県議会議員より、屋内スケート場建設の提案がなされたが、既存の長根運動公園スピードスケートリンクで行われることとなった。
実行委員会議委員長を務めていた田名部匡省参議院議員は、2002年2月28日に委員長を辞任した。
開会式、閉会式会場となる青い森アリーナは、新青森県総合運動公園内に2000年（平成12年）度に着工、2002年11月に完成した。
アルペンスキーのダウンヒルは、当初から予定種目に入らなかった。アルペンスキー会場の大鰐スキー場国際コースは、国際スキー連盟の公認規格を満たしているため、改修の必要はなかったが、クロスカントリー会場の大鰐スキー場クロスカントリーコースは高低差が不足していることから、コース整備が必要となった。競技会場での記録速報用の電光掲示板は経費節約のため、レンタルで準備がなされた。
大鰐町のジャンプ台では、選手搬送設備、インラン整備機及び転倒防護板等の設置がなされた。また八戸市、三沢市のアイスホッケー会場ではフェンスボードの改修が行われた。
屋内施設で行われるアイスホッケー、ショートトラック、フィギュアスケートについては日本スケート連盟などからの意見もあり、JOCなどとの協議の結果、入場料が有料となった。その一方で平日の昼間に行われる競技については、無料の青少年優待席も設けられた。入場券の発売は、大会スポンサーに選定されている大手コンビニエンスストアの発券システムが活用され、開会式、閉会式のチケットも有料販売された。
三沢アイスアリーナで行われたスピードスケートショートトラックのリハーサル大会は、氷の中に異物があり競技実施に支障が出るため、2日目を急遽中止した。
各国のトップレベルの選手が出場できるよう、各国際競技連盟に要請がなされ、ショートトラック、バイアスロンを除き、競技日程は重ならなかった。
当初のエントリー締切時点では10カ国713名しかエントリーしていなかったことから、エントリー期間の延長がなされた。
大会には8,000人のボランティアが協力した。
大会経費は当初の試算では8億円と見込まれたが、1997年8月の臨時県議会で、大鰐にリフト分1億円を含めた9億円が全会一致で承認された後、1999年11月17日、約56億円になることが発表された。その後特別委員会での議論により38億9400万円となり、県費負担額は22億700万円となることが2000年9月に公表された。大会終了後取りまとめられた最終収支見込では、大会歳入歳出は35億3500万円、県費負担は17億1200万円に減少した。この内、青森県民、企業、団体などからの寄附金が11億円以上、協賛金が2億円以上、助成金が2億5000万円であった。核燃料サイクルを進めている電気事業連合会や日本原燃などから5億5000万円が寄付された。青森県出身の吉幾三は2002年10月14日、五所川原市でチャリティーショーを2度に渡って行い、その収益を全額寄付した。

## ハイライト
- 開会式に先立つ1月30日からアイスホッケー女子の予選ラウンドが開始された。
- 開会式は当初、当時の天皇・皇后が出席する予定だったが、手術のため代理として皇太子徳仁が出席した[23]。歌舞伎役者の市川笑也が開会式の演出を行った[12]。
- 開・閉会式では韓国と北朝鮮が半島旗の下合同行進を行った。
- 女子のスノーボードは日本以外の国からエントリーが無く、デモンストレーション競技となった。
- スピードスケート女子の白恩妃（韓国）がドーピング検査で興奮剤のストリキニーネ陽性を示したが、不注意にも服用した胃薬にこの成分が含まれていたものとして厳重注意処分に留め、失格・メダル剥奪などは行わないこととした。
- 大選手団を送り込んだ開催国の日本が51種目中金24、銀23、銅20、計67個のメダルを占めた。
- 観客は当初見込みの6万人を大きく上回る約9万4千人が各会場を訪れた。

## 大会マスコット
マスコットは、白神山地に生息するクマゲラをモチーフにした「ウィン太」。名前は、冬を意味するWinterと、勝利を意味するWinにちなむ。

## この大会の影響
アジア冬季大会ということで日本国内の認知度も低く、開催地である青森でも盛り上がりはいまひとつであった。障害者の冬季スポーツのアジア大会開催への期待の声もあるが、まだ検討段階の域を出ていない。
しかし、この大会をきっかけに国内に数少ない専用カーリング場（青森市スポーツ会館）ができたことにより、「チーム青森」が誕生するきっかけとなった。

## 参加国・地域
カッコ内は参加人数：選手数：役員数 
- 中国（175：117：58）
- チャイニーズタイペイ（26：16：10）
- インド（14：6：8）
- イラン（23：16：7）
- 日本（237：154：83）
- カザフスタン（140：91：49）
- キルギス（2：1：1）
- レバノン（11：7：4）
- モンゴル（58：33：25）
- ネパール（6：3：3）
- 北朝鮮（51：29：22）
- パキスタン（10：6：4）
- パレスチナ（2：1：1）
- 韓国（197：127：70）
- タジキスタン（15：3：12）
- タイ（42：27：15）
- ウズベキスタン（6：4：2）

以下は選手の参加は無し
- バングラデシュ（1：0：1）
- ブータン（1：0：1）
- 香港（2：0：2）
- クウェート（2：0：2）
- マカオ（4：0：4）
- マレーシア（2：0：2）
- カタール（7：0：7）
- シンガポール（1：0：1）
- スリランカ（1：0：1）
- 東ティモール（4：0：4）
- トルクメニスタン（2：0：2）
- ベトナム（1：0：1）

### 参加国・地域人数
この一覧は未完成です。加筆、訂正して下さる協力者を求めています。
| IOC | 参加国・地域 | 人数 |
| --- | ------------ | ---- |

## 実施競技と日程
| 競技名 / 日付     | 競技名 / 日付                    | 1/30 | 1/31 | 2/1 | 2/2 | 2/3 | 2/4 | 2/5 | 2/6 | 2/7 | 2/8 |
| ----------------- | -------------------------------- | ---- | ---- | --- | --- | --- | --- | --- | --- | --- | --- |
| 開会式            | 開会式                           |      |      | •   |     |     |     |     |     |     |     |
| スキー            | アルペンスキー                   |      |      |     | •   | •   |     | •   |     | •   |     |
| スキー            | クロスカントリースキー           |      |      |     | •   | •   | •   | •   | •   | •   |     |
| スキー            | スキージャンプ                   |      |      |     |     |     | •   |     | •   |     |     |
| スキー            | フリースタイルスキー             |      |      |     |     |     |     |     | •   |     |     |
| スキー            | スノーボード                     |      |      |     | •   | •   | •   |     |     |     |     |
| スケート          | スピードスケート                 |      |      |     | •   | •   |     | •   |     |     |     |
| スケート          | ショートトラックスピードスケート |      |      |     |     |     |     |     | •   | •   |     |
| スケート          | フィギュアスケート               |      |      |     | •   | •   | •   |     |     |     |     |
| アイスホッケー    | アイスホッケー                   | •    | •    |     | •   | •   | •   | •   | •   | •   |     |
| バイアスロン      | バイアスロン                     |      |      |     |     | •   |     | •   |     | •   |     |
| カーリング (詳細) | カーリング (詳細)                |      |      |     |     |     |     | •   | •   | •   |     |
| 閉会式            | 閉会式                           |      |      |     |     |     |     |     |     |     | •   |

## 競技・会場
- 青森市
  - 青い森アリーナ(開閉会式)
  - 青森県営スケート場(フィギュアスケート)
  - 青森市スポーツ会館(カーリング)
- 八戸市
  - 長根運動公園スピードスケートリンク(スピードスケート)
  - 新井田インドアリンク(アイスホッケー男子)
- 三沢市
  - 三沢アイスアリーナ(アイスホッケー女子、ショートトラックスピードスケート)
- 鰺ヶ沢町
  - 鰺ヶ沢スキー場(フリースタイルスキー、スノーボード)
- 岩木町(現・弘前市) 
  - 岩木山総合公園(バイアスロン)
- 大鰐町
  - 大鰐温泉スキー場(アルペンスキー、クロスカントリースキー、スキージャンプ)

## 国・地域別メダル受賞数
| 順 | 国・地域       | 金 | 銀 | 銅 | 計 |
| -- | -------------- | -- | -- | -- | -- |
| 1  | 日本           | 24 | 23 | 20 | 67 |
| 2  | 韓国           | 10 | 8  | 10 | 28 |
| 3  | 中国           | 9  | 11 | 13 | 33 |
| 4  | カザフスタン   | 7  | 7  | 6  | 20 |
| 5  | レバノン       | 1  | 1  | 0  | 2  |
| 6  | 北朝鮮         | 0  | 1  | 1  | 2  |
| 7  | ウズベキスタン | 0  | 0  | 1  | 1  |

## 競技結果

### アルペンスキー
- FIS公式記録

| Event             | 金                       | 銀                       | 銅           |
| ----------------- | ------------------------ | ------------------------ | ------------ |
| 男子回転 2月2日   | 木村公宣                 | ニコラス・フルスタウエル | 大瀧徹也     |
| 男子大回転 2月7日 | ニコラス・フルスタウエル | 大瀧徹也                 | 工藤昌巳     |
| 女子回転 2月3日   | 武田千夏                 | 湯本浩美                 | オ・ジェウン |
| 女子大回転 2月5日 | 梅原玲奈                 | 湯本浩美                 | 福島のり子   |

### クロスカントリースキー
- FIS公式記録

| Event                     | 金                                                                              | 銀                                                                                            | 銅                                               |
| ------------------------- | ------------------------------------------------------------------------------- | --------------------------------------------------------------------------------------------- | ------------------------------------------------ |
| 男子10kmクラシカル 2月2日 | アンドレイ・ゴロフコ                                                            | マクシム・オドゥノドゥボルツェフ                                                              | ドミトリー・エレメンコ                           |
| 男子15kmフリー 2月3日     | マクシム・オドゥノドゥボルツェフ                                                | 神津正昭                                                                                      | チョウ・セイヨウ                                 |
| 男子30kmフリー 2月5日     | マクシム・オドゥノドゥボルツェフ                                                | チョウ・セイヨウ                                                                              | ドミトリー・エレメンコ                           |
| 男子4×10kmリレー 2月7日   | 蛯沢克仁 今井博幸 堀米光男 神津正昭                                             | アンドレイ・ゴロフコ Nikolay Chebotko ドミトリー・エレメンコ マクシム・オドゥノドゥボルツェフ | Li Geliang Han Dawei チョウ・セイヨウ Qu Donghai |
| 女子5kmクラシカル 2月2日  | スベトラーナ・マラホワ                                                          | オクサナ・ヤツカヤ                                                                            | エレーナ・アントノワ                             |
| 女子10kmフリー 2月4日     | オクサナ・ヤツカヤ                                                              | スベトラーナ・マラホワ                                                                        | 侯玉霞                                           |
| 女子4×5kmリレー           | エレーナ・アントノワ オクサナ・ヤツカヤ Daria Starostina スベトラーナ・マラホワ | 夏見円 福田修子 横山寿美子 曽根田千鶴                                                         | Luan Zhengrong 侯玉霞 Li Hongxue Liu Hongyan     |

### スキージャンプ
- FIS公式記録

| Event                      | 金                                                          | 銀                              | 銅                                                            |
| -------------------------- | ----------------------------------------------------------- | ------------------------------- | ------------------------------------------------------------- |
| 個人ノーマルヒルK90 2月4日 | 船木和喜                                                    | 東輝                            | チェ・フンチュル                                              |
| 団体ノーマルヒルK90 2月6日 | キム・ヒュンキ チェ・フンチュル チェ・ヨンジク カン・チルグ | 東輝 渡瀬雄太 柴田康宏 船木和喜 | Radik Zhaparov Pavel Gaiduk Maxim Polunin Stanislav Filimonov |

### フリースタイルスキー
- FIS公式記録

| Event               | 金       | 銀                     | 銅               |
| ------------------- | -------- | ---------------------- | ---------------- |
| 男子モーグル 2月6日 | 益川雄   | 下山研朗               | イワン・シドロフ |
| 女子モーグル 2月6日 | 上村愛子 | イリーナ・コルミシェワ | 久保田裕美       |

### スノーボード
| Event                                               | 金       | 銀         | 銅         |
| --------------------------------------------------- | -------- | ---------- | ---------- |
| 男子ハーフパイプ 2月2日                             | 村上大輔 | 中井孝治   | 韓振培     |
| 男子回転 2月4日                                     | 川口晃平 | 池明坤     | 鶴岡剣太郎 |
| 男子大回転 2月3日                                   | 川口晃平 | 藤本光海   | 鶴岡剣太郎 |
| 女子ハーフパイプ（デモンストレーション競技） 2月2日 | 山岡聡子 | 吉見茉保   | 岩渕千代子 |
| 女子回転（デモンストレーション競技） 2月4日         | 飯田蘭   | 家根谷依里 | 竹内智香   |
| 女子大回転（デモンストレーション競技） 2月3日       | 飯田蘭   | 竹内智香   | 家根谷依里 |

### バイアスロン
| Event                       | 金                              | 銀                                                       | 銅                                                                |
| --------------------------- | ------------------------------- | -------------------------------------------------------- | ----------------------------------------------------------------- |
| 男子10kmスプリント 2月3日   | 目黒宏直                        | 能登直                                                   | 笠原辰己                                                          |
| 男子12.5kmパシュート 2月5日 | 目黒宏直                        | 能登直                                                   | 菅恭司                                                            |
| 男子4×7.5kmリレー 2月7日    | 能登直 目黒宏直 笠原辰己 菅恭司 | Son Hae-Kwon Kim Kyung-Tae Shin Byung-Gook Park Yoon-Bae | Qiu Lianhai Zhang Hongjun Zhang Qing Wang Xin                     |
| 女子7.5mスプリント 2月3日   | 田中珠美                        | 孔穎超                                                   | 劉顕英                                                            |
| 女子10kmパシュート 2月5日   | 孔穎超                          | 劉顕英                                                   | 孫日波                                                            |
| 女子4×6kmリレー 2月7日      | 孔穎超 劉顕英 孫日波 于淑梅     | 高野早苗 田中珠美 築館郁代 目黒香苗                      | Yelena Dubok Olga Dudchenko Inna Mozhevitina Viktoriya Afanasyeva |

### スピードスケート
| Event                | 金         | 銀                       | 銅         |
| -------------------- | ---------- | ------------------------ | ---------- |
| 男子500m 2月2日・3日 | 清水宏保   | 川田知範                 | 加藤条治   |
| 男子1000m 2月5日     | 李奎爀     | 清水宏保                 | 中嶋敬春   |
| 男子1500m 2月3日     | 李奎爀     | 文俊                     | 呂相樺     |
| 男子5000m 2月2日     | 野崎貴裕   | ラジク・ビクチェンタエフ | 宮崎今佐人 |
| 男子10000m 2月5日    | 平子裕基   | 宮崎今佐人               | 安田直樹   |
| 女子500m 2月2日・3日 | 王曼利     | 渡邊ゆかり               | 大菅小百合 |
| 女子1000m 2月5日     | 外ノ池亜希 | 王曼利                   | 新谷志保美 |
| 女子1500m 2月3日     | 田畑真紀   | 外ノ池亜希               | 白恩妃     |
| 女子3000m 2月2日     | 田畑真紀   | 白恩妃                   | 石野枝里子 |

### ショートトラックスピードスケート
| Event                  | 金           | 銀                 | 銅                                |
| ---------------------- | ------------ | ------------------ | --------------------------------- |
| 男子500m 2月6日        | 李佳軍       | 西谷岳文           | 宋錫雨                            |
| 男子1000m 2月7日       | 安賢洙       | 李野               | 寺尾悟                            |
| 男子1500m 2月6日       | 安賢洙       | 李佳軍             | 李承宰                            |
| 男子3000m 2月7日       | 宋錫雨       | 李承宰             | 李佳軍                            |
| 男子5000mリレー 2月7日 | 大韓民国の旗 | 中華人民共和国の旗 | 西谷岳文 寺尾悟 有野美治 末吉隼人 |
| 女子500m 2月6日        | 楊揚         | 王濛               | リ・ヒャンミ                      |
| 女子1000m 2月7日       | 楊揚         | 付天余             | 趙海利                            |
| 女子1500m 2月6日       | 崔恩景       | 趙海利             | 高基玄                            |
| 女子3000m 2月7日       | 楊揚         | 崔恩景             | 金敏智                            |
| 女子3000mリレー 2月7日 | 韓国         | 北朝鮮             | 日本                              |

### フィギュアスケート
| Event                    | 金            | 銀              | 銅                                    |
| ------------------------ | ------------- | --------------- | ------------------------------------- |
| 男子シングル 2月2日・3日 | 本田武史      | 李成江          | 張民                                  |
| 女子シングル 2月3日・4日 | 荒川静香      | 村主章枝        | 中野友加里                            |
| ペア 2月2日-4日          | 申雪&趙宏博   | 龐清&佟健       | マリナ・アガニナ&アルテム・クニャゼフ |
| アイスダンス 2月2日-4日  | 張維娜&曹憲明 | 渡辺心&木戸章之 | 有川梨絵&宮本賢二                     |

### カーリング
| Event | 金   | 銀   | 銅   |
| ----- | ---- | ---- | ---- |
| 男子  | 韓国 | 日本 | 中国 |
| 女子  | 日本 | 韓国 | 中国 |

### アイスホッケー
| Event | 金           | 銀           | 銅   |
| ----- | ------------ | ------------ | ---- |
| 男子  | 日本         | カザフスタン | 中国 |
| 女子  | カザフスタン | 日本         | 中国 |